# Circolo di scacchi

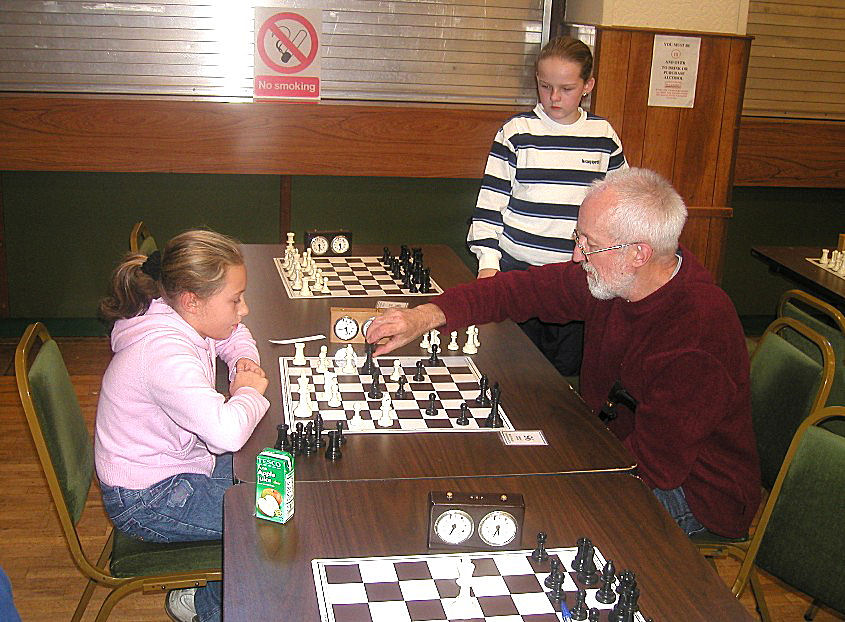
Due generazioni a confronto di fronte ad una scacchiera

Un circolo di scacchi è un circolo formato per giocare a scacchi. I circoli di scacchi nascono per poter disputare sia partite informali che a tempo, per analizzare partite e per discutere l'attività scacchistica locale, nazionale e internazionale.

## Organizzazione
I circoli sono di solito collegati ad associazioni di scacchi regionali, che a loro volta sono membri della loro federazione nazionale, che in Italia è la FSI, che è associata alla FIDE, la federazione internazionale degli scacchi.

## Risorse dei circoli
Le attività che normalmente si svolgono nei circoli di scacchi sono:
- partite informali dette amichevoli, spesso giocate lampo
- competizioni all'interno del circolo e con altri circoli
- un sistema di punteggio dove i risultati delle partite all'interno del circolo permettono di stilare una classifica che mostra la statura di gioco dei singoli giocatori
- addestramento da parte di giocatori di scacchi più esperti
- analisi di partite giocate a livello nazionale e internazionale
- consultazione di una biblioteca di libri di scacchi
- eventi sociali